# Рудка (Конецький повіт)
Рудка (пол. Rudka) — село в Польщі, у гміні Фалкув Конецького повіту Свентокшиського воєводства.
У 1975-1998 роках село належало до Пйотрковського воєводства.